# Thaumatomyia semicolon
Thaumatomyia semicolon är en tvåvingeart som först beskrevs av Oswald Duda 1930.  Thaumatomyia semicolon ingår i släktet Thaumatomyia och familjen fritflugor.
Artens utbredningsområde är Sri Lanka. Inga underarter finns listade i Catalogue of Life.